# Sylvain Lefebvre
Sylvain Jean Lefebvre, född 14 oktober 1967, är en kanadensisk ishockeytränare och före detta professionell ishockeyback.
Han som spelare tillbringade 14 säsonger i den nordamerikanska ishockeyligan National Hockey League (NHL), där han spelade för Montreal Canadiens, Toronto Maple Leafs, Quebec Nordiques, Colorado Avalanche och New York Rangers. Lefebvre producerade 184 poäng (30 mål och 154 assists) samt drog på sig 674 utvisningsminuter på 945 grundspelsmatcher.
Lefebvre spelade också för SC Bern i Nationalliga A (NLA); Canadiens de Sherbrooke och Hartford Wolf Pack i American Hockey League (AHL) samt Voisins de Laval och Titan de Laval i Ligue de hockey junior majeur du Québec (LHJMQ).
Han vann Stanley Cup för säsongen 1995–1996.
Lefebvre blev aldrig NHL-draftad.
Efter den aktiva spelarkarriären har han arbetat för Colorado Avalanche (talangscout och assisterande tränare); Lake Erie Monsters (assisterande tränare); Hamilton Bulldogs (tränare); St. John's Icecaps (tränare); Rocket de Laval (tränare); San Diego Gulls (assisterande tränare) samt Columbus Blue Jackets (assisterande tränare). Den 10 augusti 2022 blev Lefebvre utnämnd till att vara assisterande tränare för Florida Panthers. Med Panthers har han vunnit ytterligare två Stanley Cup (2023–2024 och 2024–2025).

## Statistik
| 1983–1984    | Cantons de l'Est Cantonniers | LDHMAAAQ     | 1   | 0  | 0   | 0   | 0   | 2   | 1 | 0  | 1  | 2   |
| 1984–1985    | Voisins de Laval             | LHJMQ        | 66  | 8  | 5   | 13  | 31  | —   | — | —  | —  | —   |
| 1985–1986    | Titan de Laval               | LHJMQ        | 71  | 8  | 17  | 25  | 48  | 14  | 1 | 0  | 1  | 25  |
| 1986–1987    | Titan de Laval               | LHJMQ        | 70  | 10 | 36  | 46  | 44  | 15  | 1 | 6  | 7  | 12  |
|              | Canadiens de Sherbrooke      | AHL          | —   | —  | —   | —   | —   | 1   | 0 | 0  | 0  | 0   |
| 1987–1988    | Canadiens de Sherbrooke      | AHL          | 79  | 3  | 24  | 27  | 73  | 6   | 2 | 3  | 5  | 4   |
| 1988–1989    | Canadiens de Sherbrooke      | AHL          | 77  | 15 | 32  | 47  | 119 | 6   | 1 | 3  | 4  | 4   |
| 1989–1990    | Montreal Canadiens           | NHL          | 68  | 3  | 10  | 13  | 61  | 6   | 0 | 0  | 0  | 2   |
| 1990–1991    | Montreal Canadiens           | NHL          | 63  | 5  | 18  | 23  | 30  | 11  | 1 | 0  | 1  | 6   |
| 1991–1992    | Montreal Canadiens           | NHL          | 69  | 3  | 14  | 17  | 91  | 2   | 0 | 0  | 0  | 2   |
| 1992–1993    | Toronto Maple Leafs          | NHL          | 81  | 2  | 12  | 14  | 90  | 21  | 3 | 3  | 6  | 20  |
| 1993–1994    | Toronto Maple Leafs          | NHL          | 84  | 2  | 9   | 11  | 79  | 18  | 0 | 3  | 3  | 16  |
| 1994–1995    | Quebec Nordiques             | NHL          | 47  | 2  | 11  | 13  | 17  | 6   | 0 | 2  | 2  | 2   |
| 1995–1996    | Colorado Avalanche           | NHL          | 75  | 5  | 11  | 16  | 49  | 22  | 0 | 5  | 5  | 12  |
| 1996–1997    | Colorado Avalanche           | NHL          | 71  | 2  | 11  | 13  | 30  | 17  | 0 | 0  | 0  | 25  |
| 1997–1998    | Colorado Avalanche           | NHL          | 81  | 0  | 10  | 10  | 48  | 7   | 0 | 0  | 0  | 4   |
| 1998–1999    | Colorado Avalanche           | NHL          | 76  | 2  | 18  | 20  | 48  | 19  | 0 | 1  | 1  | 12  |
| 1999–2000    | New York Rangers             | NHL          | 82  | 2  | 10  | 12  | 43  | —   | — | —  | —  | —   |
| 2000–2001    | New York Rangers             | NHL          | 71  | 2  | 13  | 15  | 55  | —   | — | —  | —  | —   |
| 2001–2002    | New York Rangers             | NHL          | 41  | 0  | 5   | 5   | 23  | —   | — | —  | —  | —   |
|              | Hartford Wolf Pack           | AHL          | 15  | 0  | 5   | 5   | 11  | —   | — | —  | —  | —   |
| 2002–2003    | New York Rangers             | NHL          | 35  | 0  | 2   | 2   | 10  | —   | — | —  | —  | —   |
| 2003–2004    | SC Bern                      | NLA          | 11  | 2  | 4   | 6   | 14  | 15  | 0 | 6  | 6  | 44  |
| NHL totalt   | NHL totalt                   | NHL totalt   | 944 | 30 | 154 | 184 | 674 | 129 | 4 | 14 | 18 | 101 |
| AHL totalt   | AHL totalt                   | AHL totalt   | 171 | 18 | 61  | 79  | 203 | 13  | 3 | 6  | 9  | 8   |
| LHJMQ totalt | LHJMQ totalt                 | LHJMQ totalt | 207 | 26 | 58  | 84  | 123 | 29  | 2 | 6  | 8  | 37  |